# 泰雅語群
泰雅語群是台灣南島語言之一，由原住民的泰雅族、賽德克族及太魯閣族使用，分布極廣。泰雅語群目前被歸類於北台灣南島語族項目之下，學者將此語群又分為泰雅語、賽德克語。

## 起源與分類
泰雅語群首先分為泰雅語與賽德克語兩個分支，兩個語言間有六條音變的差異，賽德克語大致保存了古泰雅語的濁塞音[b, d, g]，而泰雅語則已變成擦音。
泰雅語又分支出賽考利克泰雅語與澤敖利泰雅語等。此種分類與官方分法或原住民語調均有出入。
賽德克語分成「德固達雅語」（Seediq Tgdaya/tg）、「都達語」（Sediq Toda/to）與「德路固語」（Seejiq Truku/tr）三種次語群。太魯閣語屬於德路固語分支。
泰雅語族最紛歧的區域集中在南投縣仁愛鄉，語言學家李壬癸推測，這個語群最早就是由仁愛鄉開始分化與擴散。這與泰雅族傳說，部落起源於仁愛鄉發祥村（古稱瑞岩）相符。

## 分佈
泰雅語的使用人口從北部的新北市烏來區到中部的南投縣皆有，也大致分成四種型態方言；賽德克語的主要使用區域則位於中部的南投縣霧社、東部的宜蘭縣及花蓮縣一帶。就泰雅語群的使用人口上而言，1993年該語群使用人口約為63,000人。